# Saint-Marc-sur-Seine
Saint-Marc-sur-Seine este o comună în departamentul Côte-d'Or, Franța. În 2009 avea o populație de 123 de locuitori.

## Evoluția populației
| An        | 1975 | 1982 | 1990 | 1999 | 2006 | 2009 |
| --------- | ---- | ---- | ---- | ---- | ---- | ---- |
| Populație | 244  | 223  | 194  | 147  | 125  | 123  |